# ياروسلاف كوروليف
ياروسلاف كوروليف (الروسية: Королёв, Ярослав Игоревич) مواليد 13 يناير 1987 في موسكو، الجمهورية الروسية السوفيتية الاتحادية الاشتراكية، الاتحاد السوفيتي، هو لاعب كرة سلة روسي بدأ مسيرته الاحترافية في سنة 2003 حيث تم اختياره من قبل فريق لوس أنجلوس كليبرز خلال الدرافت ويحمل الرقم 21. يبلغ طوله 6 قدم 10 بوصة (2.1 م).

## فرق لعب لها
- نادي سسكا موسكو لكرة السلة
- لوس أنجلوس كليبرز
- سان سباستيان غيبوثكوا بي سي
- نادي بانيونيس لكرة السلة

## إحصائيات المسيرة

### الموسم الاعتيادي
| السنة   | الفريق            | لعب | بدأ | دقيقة | ميداني% | ثلاثية | حرة  | ارتداد | صنع | استلاب | تصدي | نقطة |
| ------- | ----------------- | --- | --- | ----- | ------- | ------ | ---- | ------ | --- | ------ | ---- | ---- |
| 2005-06 | لوس أنجلوس كليبرز | 24  | 0   | 5.3   | .300    | .286   | .700 | .5     | .4  | .1     | .0   | 1.1  |
| 2006-07 | لوس أنجلوس كليبرز | 10  | 0   | 4.1   | .250    | .200   | .500 | .3     | .4  | .3     | .0   | 1.2  |
| المسيرة |                   | 34  | 0   | 4.9   | .283    | .250   | .625 | .5     | .4  | .2     | .0   | 1.1  |

## روابط خارجية
- ياروسلاف كوروليف على موقع الاتحاد الدولي لكرة السلة (الإنجليزية)
- ياروسلاف كوروليف على موقع الدوري الأوروبي لكرة السلة (الإنجليزية)
- ياروسلاف كوروليف على موقع إن بي أي (الإنجليزية)
- ياروسلاف كوروليف على موقع سبورتس رفرنس (الإنجليزية)
- ياروسلاف كوروليف على موقع الدوري الإسباني لكرة السلة (الإسبانية)
- ياروسلاف كوروليف على موقع كرة السلة الأوروبية.كوم (الإنجليزية)
- ياروسلاف كوروليف على موقع DraftExpress.com (الإنجليزية)
- ياروسلاف كوروليف على موقع ريلجم (الإنجليزية)
- ياروسلاف كوروليف على موقع بروبوليرز (الإنجليزية)
- ياروسلاف كوروليف على موقع سبورتس رفرنس (الإنجليزية)